# Charles Hayter
Pour les articles homonymes, voir Hayter.

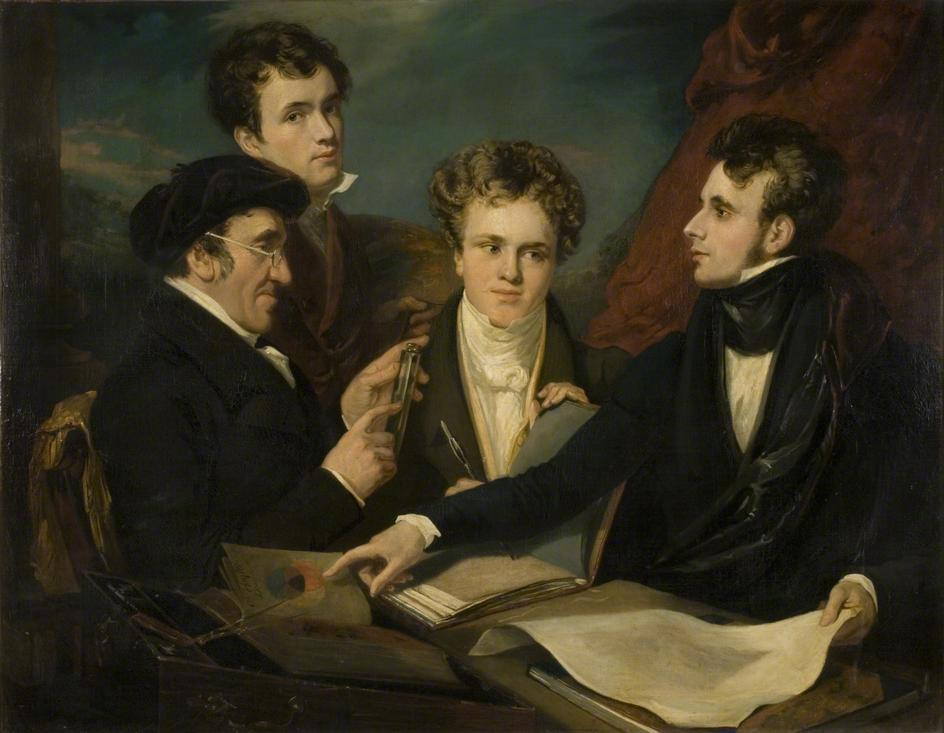
Une controverse sur la couleur, de John Hayter montrant de gauche à droite Charles Hayter (père de John et George), John Hayter, Edwin Landseer et George Hayter (Shipley Art Gallery, UK)

Charles Hayter, né le 24 février 1761 à Twickenham et mort le 1er décembre 1835 à Marylebone, est un peintre britannique.

## Biographie
Charles Hayter est le fils de Charles Hayter (1728–1795), un architecte de Twickenham, et de son épouse, Elizabeth Holmes. Il est d'abord formé par son père mais montre un penchant pour le dessin en produisant de petits portraits au crayon, principalement de membres de la famille. Il est inscrit à la Royal Academy Schools à Londres en 1786, à l'âge tardif de 25 ans. Dès lors, il travaille comme peintre de portraits miniatures à Londres, ainsi qu'à Essex et Winchester en 1832. Il expose 113 portraits miniatures entre 1786 et 1832, principalement à la Royal Academy et se fait une réputation de créateur d'images ayant une bonne ressemblance.
Hayter épouse Martha Stevenson en 1788. Ses deux fils et sa fille sont tous des artistes à succès; Sir George Hayter (1792–1871), John Hayter (1800–1895) et Anne Hayter qui, comme son père, est peintre de miniatures.
Charles Hayter enseigne la perspective (sujet sur lequel il fait autorité) à la princesse Charlotte, fille du roi George IV, auprès de laquelle il est plus tard nommé « Professeur de perspective et de dessin ». Il lui dédicace également son ouvrage An Introduction to perspective, adapted to the capacities of youth, in a series of pleasing and familiar dialogues, publié pour la première fois en 1813 à Londres. Il publie plus tard A New Practical Treatise on the Three Primitive Colours Assumed as a Perfect System of Rudimentary Information (Londres 1826), dans lequel il décrit la façon dont les couleurs peuvent être obtenues à partir de trois seulement.
Un album contenant 443 études pour des portraits miniatures se trouve au Victoria and Albert Museum. Hayter a noté à l'intérieur du couvercle que ce sont des croquis qu'il a « placé derrière l'ivoire, qui étant transparent, donne à l'artiste son aide pour dessiner sur l'ivoire ».

## Galerie

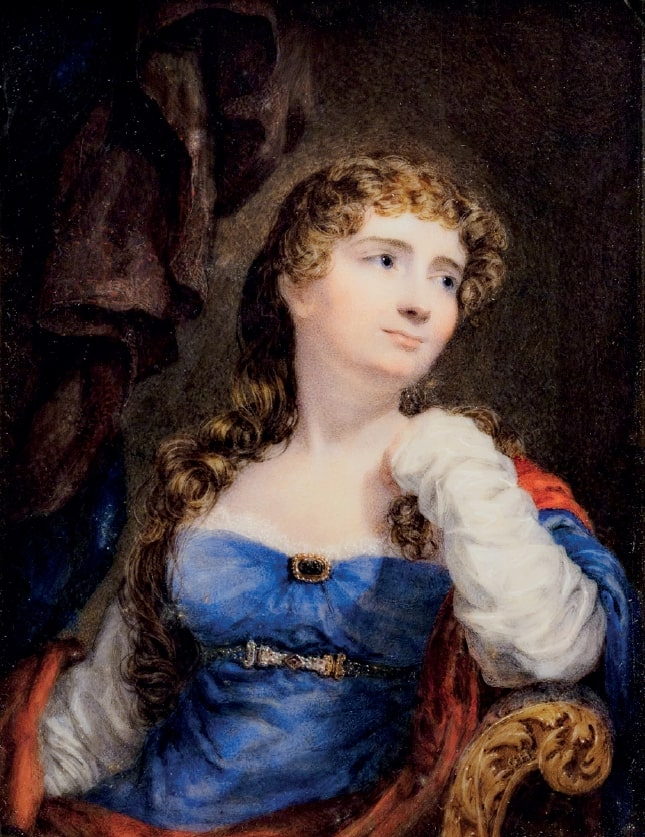
Baronesse Byron (née Anne Isabella Milbanke) (1792-1860), épouse de Lord Byron (1812)
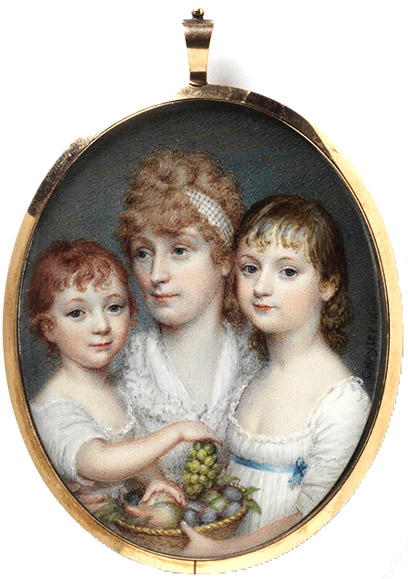
Portrait d'une femme inconnue et deux enfants, vers 1800, aquarelle sur ivoire (Victoria & Albert Museum Coll'n)